# إيفيلينه هاسلر
إيفيلينه هاسلر Eveline Hasler (ولدت في مقاطعة جلاروس في شرق سويسرا في 22 مارس 1933) هي روائية وقصصية وشاعرة سويسرية.

## حياتها
درست إيفيلينه هاسلر علم النفس والتاريخ في فرايبورغ وباريس. ثم عملت مدرسة في مدينة سانت جالن في سويسرا. وقد بدأت في عقدي الستينيات والسبعينيات في نشر كتب للأطفال والشباب, غير أنها تحولت بعد ذلك إلى كتابة الشعر والأعمال القصصية للكبار. وكانت رواياتها تتناول غالبا موادا تاريخية من تاريخ سويسرا, وقد حققت نجاحا كبيرا حتى الآن.
وإيفيلينه هاسلر عضو في اتحاد كتاب وكاتبات سويسرا, وكذلك عضو في مركز بن PEN الألماني السويسري.

## جوائز حصلت عليها
- 1989: جائزة شوبارت الأدبية
- 1991: جائزة الكتاب من مدينة زيورخ
- 1994: جائزة دروسته من مدينة ميرسبورج
- 1994: الجائزة الثقافية من مدينة سانت جالن
- 1999: جائزة يوستينيوس كيرنر من مدينة فاينسبرج

## من أعمالها
- الوداع يا باريس...الوداع يا كاترينه 1966
- شجرة لفيلبو 1973
- الفيل السحري 1974
- جزيرة نوفمبر 1979
- ملك الحروف 1981
- عصفور الحروف 1981
- أنا جولدين .. الساحرة الأخيرة 1982
- في بلاد الشتاء 1984
- جامع الثقوب 1984
- حبيبة بلا اسم 1999
- ألينه واكتشاف الحب 2000
- ابنة تل 2004 (رواية تاريخية عن يوليه بونديلي Julie Bondeli)

## روابط خارجية
- إيفيلينه هاسلر على موقع IMDb (الإنجليزية)
- إيفيلينه هاسلر على موقع مونزينجر (الألمانية)
- إيفيلينه هاسلر على موقع ألو سيني (الفرنسية)
- إيفيلينه هاسلر على موقع أول موفي (الإنجليزية)
- إيفيلينه هاسلر على موقع ديسكوغز (الإنجليزية)
- إيفيلينه هاسلر على موقع كينوبويسك (الروسية)